# Энциклопедия Криворожья
Энциклопедия Криворожья (укр. Енциклопедія Криворіжжя) — региональная украинская энциклопедия. Охватывает тему истории и современности, известных людей и событий Криворожья.

## Издание
Иллюстрированное двухтомное издание формата А4, содержащее около 20 тысяч статей. Руководитель авторского проекта — криворожский журналист, историк и краевед Владимир Бухтияров. Авторский коллектив: Владимир Балакин (научный руководитель), Александр Степаненко, Александр Мельник, Григорий Гусейнов и другие.
| Том | Статьи-термины | Год издания | Страниц | Тираж | ISBN          |
| --- | -------------- | ----------- | ------- | ----- | ------------- |
| 1   | А—К            | 2005        | 704     | 2500  | 966-96328-1-1 |
| 2   | Л—Я            | 2005        | 816     | 2500  | 966-96328-2-X |

При подготовке были использованы документы и материалы из фондов Криворожского историко-краеведческого музея, архивов и музеев городов Киев, Днепропетровск, Кировоград, Херсон, Москва и Санкт-Петербург, народных музеев, музеев Криворожского национального университета, техникумов, колледжей, СПТУ и средних школ города Кривой Рог, домашних архивов криворожан.
Автор энциклопедии Владимир Бухтияров готовит второе, дополненое переиздание «Энциклопедии Криворожья».